# John Bonar
John Bonar (* 10. Juli 1886; † 28. März 1963 in Los Angeles) war ein US-amerikanischer Szenenbildner, der einmal für den Oscar für das beste Szenenbild nominiert war.

## Leben
Bonar arbeitete erstmals 1944 bei dem von Richard Thorpe inszenierten Revuefilm Mein Schatz ist ein Matrose (Two Girls and a Sailor) mit June Allyson, Gloria DeHaven und Van Johnson als Szenenbildner bei der Herstellung eines Films mit.
Für den auf dem gleichnamigen Roman Oscar Wildes beruhenden Film Das Bildnis des Dorian Gray (The Picture of Dorian Gray, 1945), der seine zweite und zugleich letzte Mitarbeit bei einer Filmproduktion war, wurde Bonar zusammen mit Cedric Gibbons, Hans O. Peters, Edwin B. Willis und Hugh Hunt für den Oscar für das beste Szenenbild in einem Schwarzweißfilm nominiert. In dem unter der Regie von Albert Lewin entstandenen Literaturverfilmung spielten neben Hurd Hatfield als Dorian Gray George Sanders und Lowell Gilmore die weiteren Hauptrollen.